# Pojána
Pojána románul: Poiana, település Romániában, Erdélyben, Hunyad megyében.

## Fekvése
Zalatnától nyugatra, az Erdélyi-érchegység alatt fekvő település.

## Története
Pojána, Poján nevét 1511-ben említette először oklevél p. Poyan néven.
1518-ban v. Poyon néven említette egy oklevél, mint Al-Diód vár tartozékát.
1750-ben Pojana, 1805-ben Pojána, 1808-ban Pojána ~ Polyána, 1861-ben és 1913-ban Pojána néven írták.
A trianoni békeszerződés előtt Hunyad vármegye Algyógyi járásához tartozott.

## Galéria

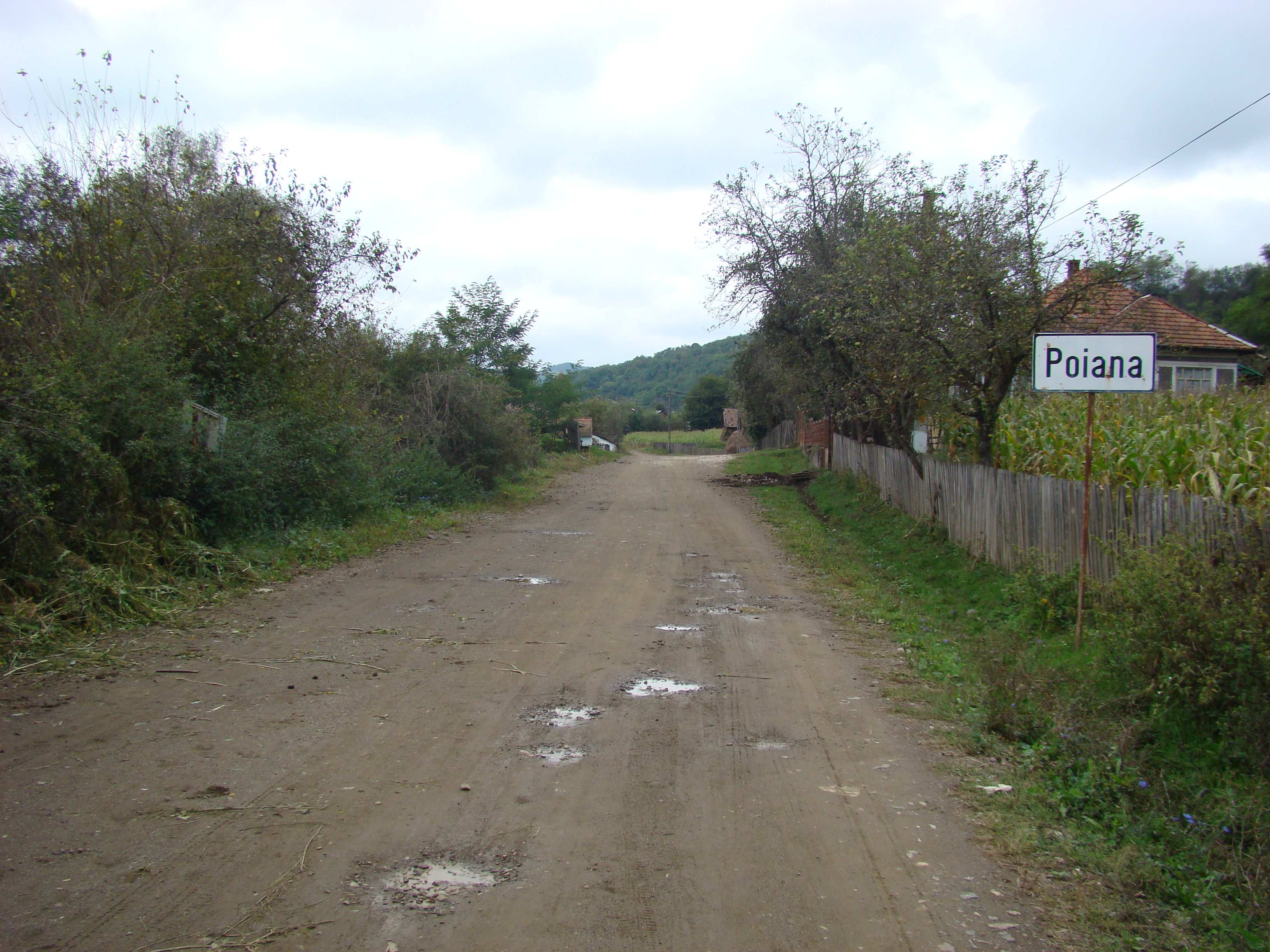
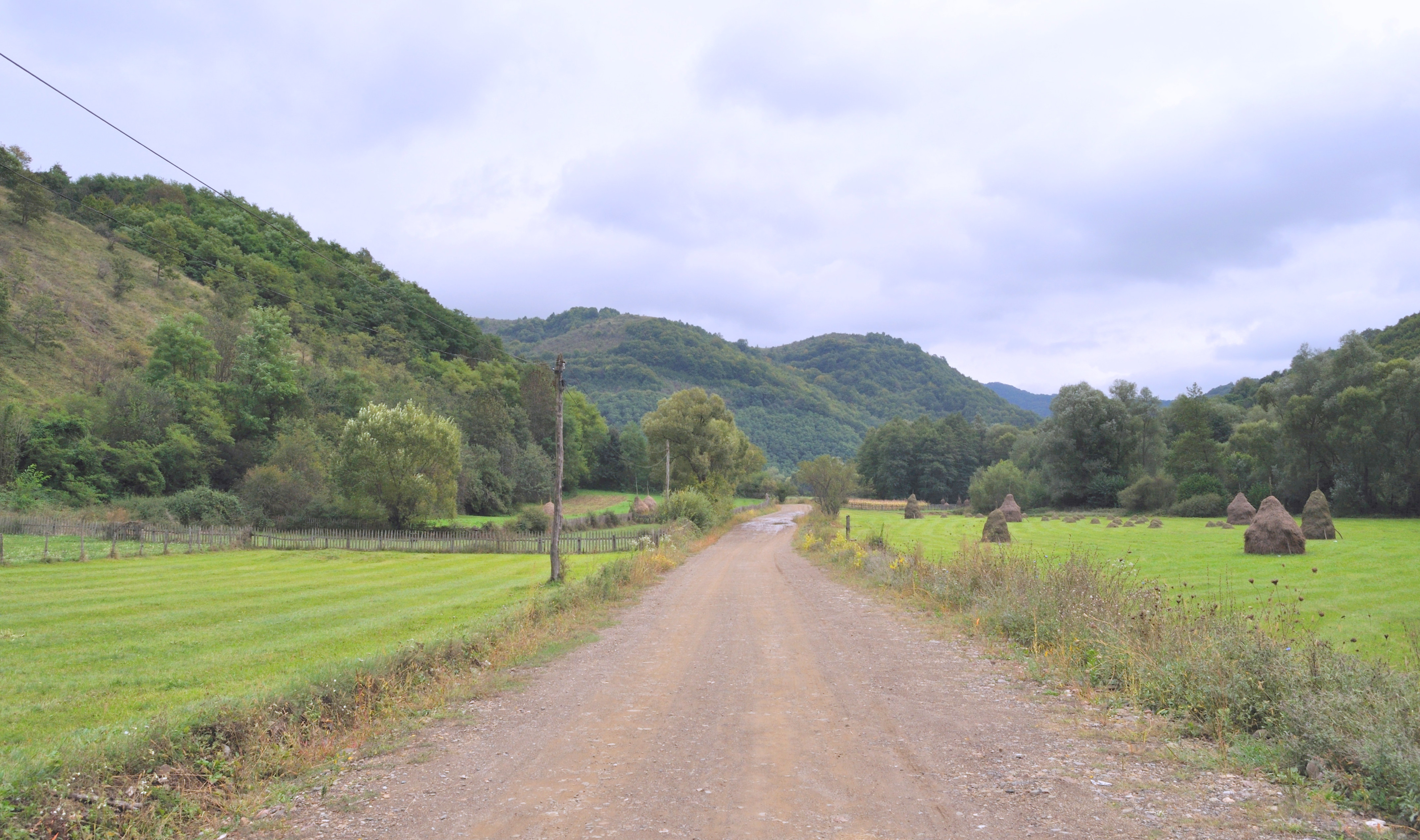
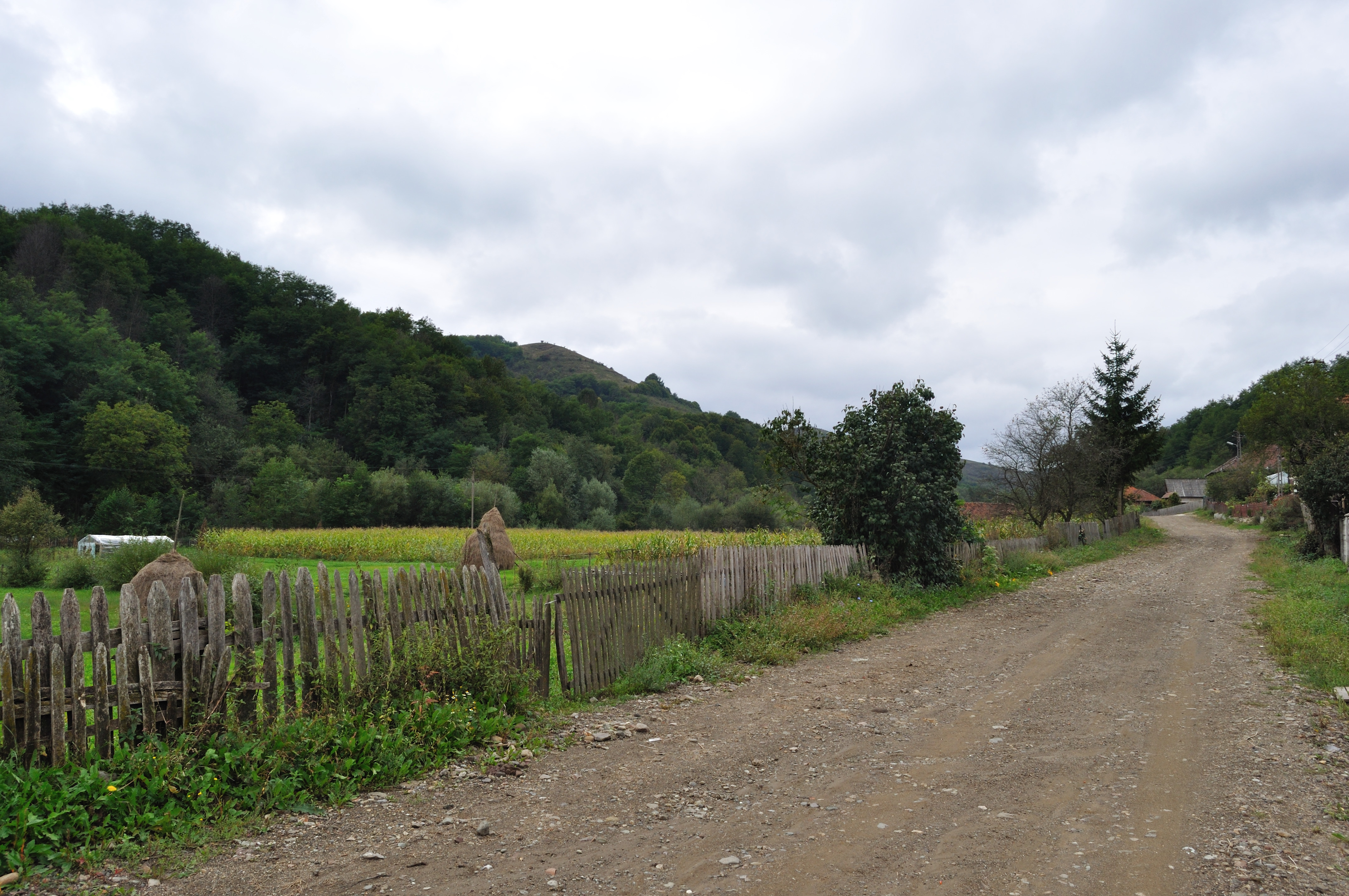